# Gammaropsis dentata
Gammaropsis dentata is een vlokreeftensoort uit de familie van de Photidae. De wetenschappelijke naam van de soort is voor het eerst geldig gepubliceerd in 1900 door Chevreux.